# Equisetum laevigatum
Equisetum laevigatum es una especie perteneciente a la familia Equisetaceae. Es originaria de Norteamérica, excepto por el norte de Canadá y el sur de México. Se encuentra generalmente en zonas húmedas en sustratos de arena y grava.

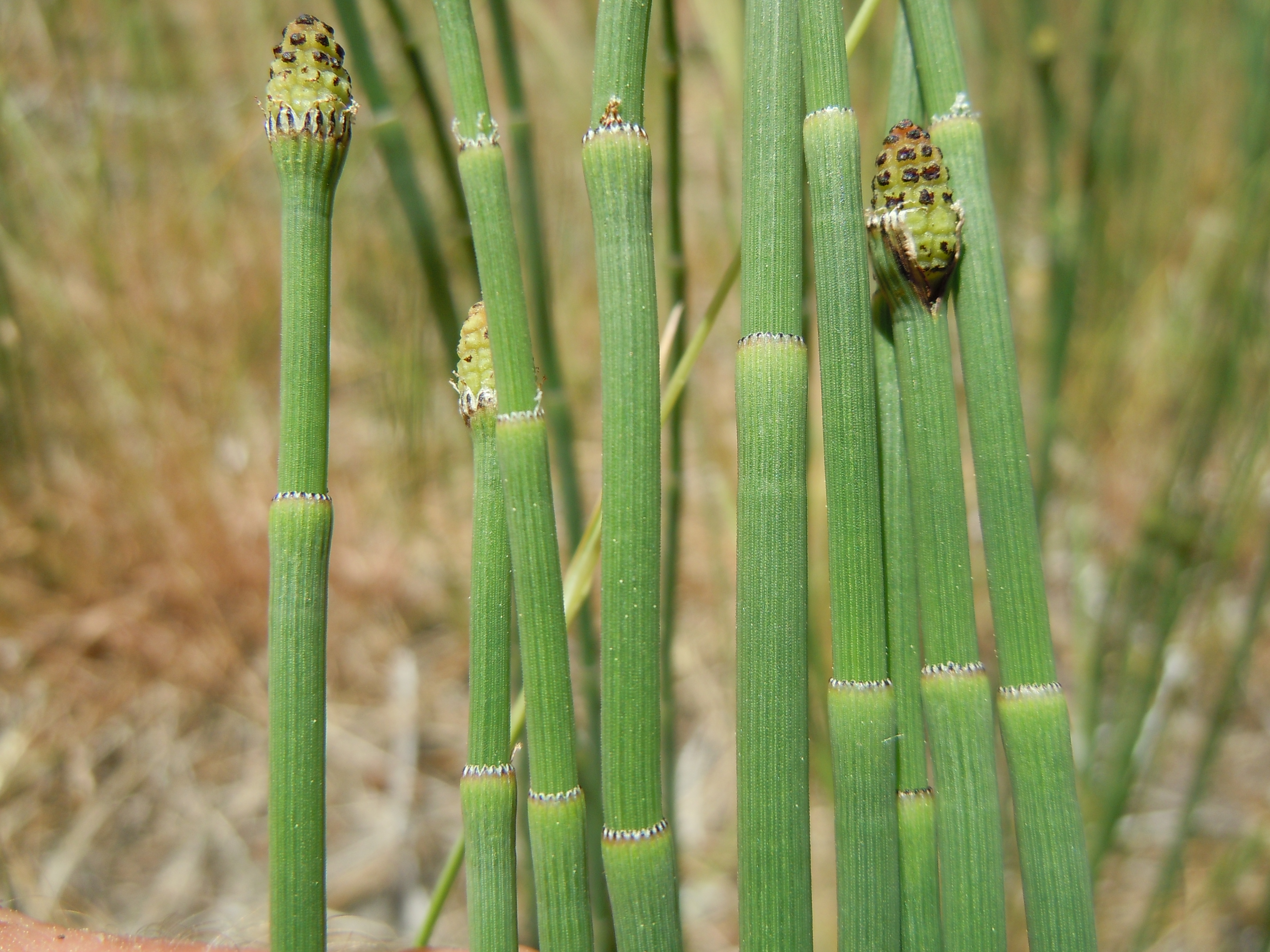
En su hábitat

## Descripción
Equisetum laevigatum puede ser anual o perenne. Crece a veces alcanzando alturas superiores a 1,5 metros. Las hojas en los nudos son pequeñas vainas marrones de aspecto escamoso y en ocasiones hay pequeñas ramas delgadas. Los tallos están coronadas con esporangios con forma de conos redondeados. 

## Propiedades
En Chiapas, Durango y Sonora, se le emplea para tratar diversos padecimientos renales como dolor de riñón, retención de orina y disolución de cálculos renales. Con tal motivo se utilizan las puntas de los tallos en cocimiento administrado por vía oral. Para curar el mal de orín se prepara junto con romerillo (Viguiera linearis).

## Taxonomía
Equisetum laevigatum fue descrita por Alexander Braun y publicado en American Journal of Science, and Arts 46: 87. 1844.
Etimología
Equisetum: nombre genérico que proviene del latín: equus = (caballo) y seta (cerda).
laevigatum: epíteto latíno que significa "dentada".
Sinónimos
- Equisetum funstonii A.A. Eaton
- Equisetum kansanum J. H. Schaffner	[4]